# Мантуя (провінція)
Провінція Мантуя (італ. Provincia di Mantova) — провінція в Італії, у регіоні Ломбардія. 
Площа провінції — 2 339 км², населення — 418 169 осіб.
Столицею провінції є місто Мантуя.

## Географія
Межує на півночі і на сході з регіоном Венето (провінцією Верона і провінцією Ровіго), на півдні з регіоном Емілія-Романья (провінцією Феррара, провінцією Модена, провінцією Реджо-Емілія, провінцією Парма), на заході з провінцією Кремона і провінцією Брешія.

## Основні муніципалітети
Найбільші за кількістю мешканців муніципалітети (ISTAT, 31/12/2007):
| Ном. | Муніципалітет              | Населення (осіб) | Площа (км²) | Густота (ab/км²) | Висота (м.н.р.м.) |
| ---- | -------------------------- | ---------------- | ----------- | ---------------- | ----------------- |
| 1°   | Мантуя                     | 47.649           | 63,97       | 745              | 19                |
| 2°   | Кастільйоне-делле-Стів'єре | 21.317           | 42,09       | 506              | 111               |
| 3°   | Суццара                    | 19.968           | 60          | 333              | 20                |
| 4°   | В'ядана                    | 18.921           | 102         | 186              | 26                |
| 5°   | Порто-Мантуяно             | 15.374           | 37          | 416              | 29                |
| 6°   | Куртатоне                  | 13.829           | 67          | 206              | 26                |
| 7°   | Кастель-Гоффредо           | 11.356           | 42          | 270              | 50                |
| 8°   | Вірджіліо                  | 10.901           | 31,27       | 349              | 12                |
| 9°   | Гоіто                      | 10.021           | 78          | 128              | 33                |
| 10°  | Азола                      | 9.950            | 73          | 136              | 42                |